# Elizabeth Anderson
Elizabeth Anderson   (Boston, 5 de desembre de 1959) és una filòsofa estatunidenca i professora a la Universitat de Michigan, especialista en filosofia política, ètica i feminisme filosòfic.

## Trajectòria
Criada a Central Manchester, Anderson es va graduar a la Manchester High School el 1977. El seu pare, un enginyer de United Technologies, li va fer despertar l'interès per la filosofia llegint amb ella a John Stuart Mill i Plató. Anderson es va llicenciar en filosofia a la universitat Swarthmore College el 1981 i es va doctorar el 1987 a la Universitat Harvard.
Va ser elegida membre de l'Acadèmia Americana de les Arts i les Ciències el 2008. El 2019 va rebre una Beca MacArthur i el 2021 va ser elegida membre de la Societat Filosòfica Americana.

## Pensament
La recerca d'Anderson cobreix qüestions de filosofia social, filosofia política i ètica, com ara la teoria democràtica, la igualtat social i dret nord-americà, la integració racial, els límits ètics dels mercats, les teories del valor, les teories de l'elecció racional, les filosofies de John Stuart Mill i John Dewey, l'epistemologia feminista i la filosofia de la ciència.
El treball més citat d'Anderson és el seu article a la revista Ethics, titulat «What is the Point of Equality?», on critica durament l'«igualitarisme de la sort», una visió contemporània defensada per escriptors com Ronald Dworkin, i advoca per una comprensió més relacional de la igualtat basada en principis democràtics.
El llibre d'Anderson The Imperative of Integration va ser guanyador del Joseph B. Gittler Award 2011 per la Societat Filosòfica Americana, per «una contribució acadèmica destacada en el camp de la filosofia d'una o més de les ciències socials». També és autora de Value in Ethics and Economics i de dotzenes d'articles.
En nombroses conferències i publicacions, Anderson ha explorat l'ètica del treball en termes dels seus orígens i de la influència continuada en la cultura. Gran part de la seva obra se centra en la cultura i la història dels Estats Units, tot i que també és aplicable als països europeus capitalistes. Anderson recupera el Max Weber de L'ètica protestant i l'esperit del capitalisme (1905). Els calvinistes creien que per entrar al cel i convertir-se en sant, cal tenir fe, i per això cal mirar l'acció, en concret l'ètica de treball d'una persona, i la mandra era vista com una prova del declivi de la fe.
Aquests valors protestants es van secularitzar a través del liberalisme clàssic d'Adam Smith, Thomas Paine i John Stuart Mill. Tanmateix, Anderson planteja que van sorgir dos tipus de pensament sobre l'ètica del treball: una versió conservadora pro-capital, i una versió progressista pro-treballador. Argumenta que aquest va ser el resultat de la Revolució Industrial que va dividir els artesans en una classe propietària dels mitjans de producció i el capital, i una classe treballadora empobrida, el precariat del segle xxi.
Anderson destaca que molts dels arguments neoliberals estan en gran part arrelats a les obres de Thomas Malthus i Jeremy Bentham, i no al liberalisme clàssic. Malthus va adoptar una estricta responsabilitat individual, argumentant que la gent era pobre a causa de la seva pròpia mandra, promiscuïtat i vicis. Bentham va originar la idea que els capitalistes particulars serien capaços de proveir d'una prestació de serveis més eficient que l'estat. Això no obstant, sovint es cita la idea de la responsabilitat individual com a motiu per no ajudar els deutors, però poques vegades es retreu als creditors el fet d'haver emès préstecs de risc o per haver cobrat ja una prima de risc.